# Anton Maerker
Anton Maerker (* um 1820; † 5. Januar 1866) war ein deutscher Verwaltungsbeamter.

## Leben
Anton Maerker studierte Rechtswissenschaften an der Ruprecht-Karls-Universität Heidelberg. 1840 wurde er Mitglied des Corps Saxo-Borussia Heidelberg. Nach Abschluss des Studiums trat er in den preußischen Staatsdienst ein und absolvierte das Regierungsreferendariat bei der Regierung in Frankfurt/Oder. Von dort wurde er 1849 kommissarisch und Ende 1850 endgültig zum Landrat des Landkreises Calau ernannt. Das Amt hatte er bis zu seinem Tod 1866 inne.